# Sarbia (Duszniki)
Sarbia ist ein Dorf in der Gemeinde Duszniki im Powiat Szamotulski. Es liegt auf einer Höhe von etwa 80 Metern über dem Meeresspiegel in der Woiwodschaft Großpolen in Polen. Die naheliegendsten Nachbarorte sind die etwa fünf Kilometer westlich gelegene Kleinstadt Duszniki, der etwa fünf Kilometer in südlicher Richtung gelegene Ort Wilkowo und der etwa ebenso fünf Kilometer östlich gelegene Ort Grzebienisko. Haupteinnahmequellen des Dorfes sind die Forst- und Landwirtschaft.